# Pedicularis gyroflexa
Pedicularis gyroflexa är en snyltrotsväxtart. Pedicularis gyroflexa ingår i släktet spiror, och familjen snyltrotsväxter.

## Underarter
Arten delas in i följande underarter:
- P. g. gyroflexa
- P. g. praetutiana

## Bildgalleri

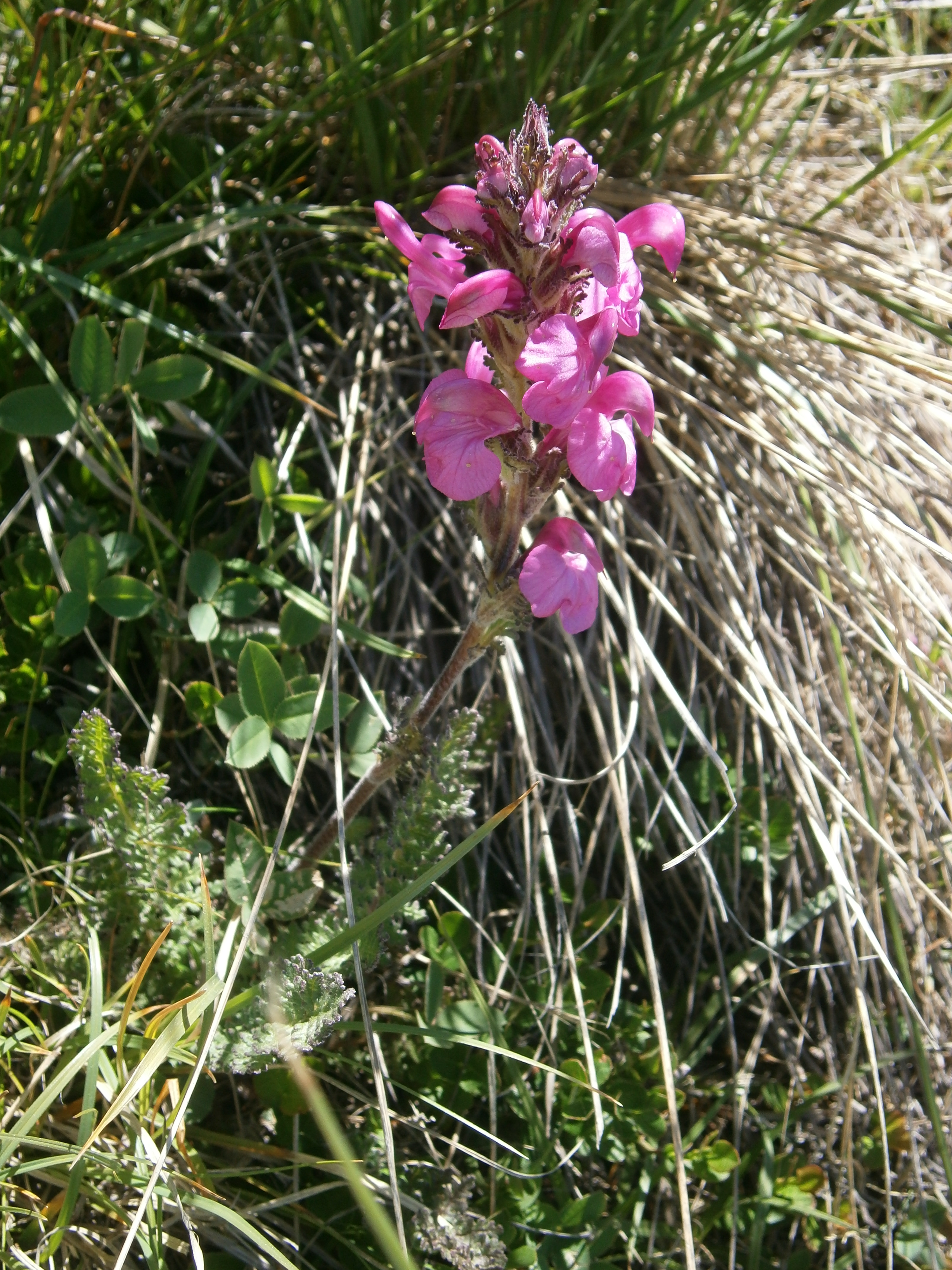
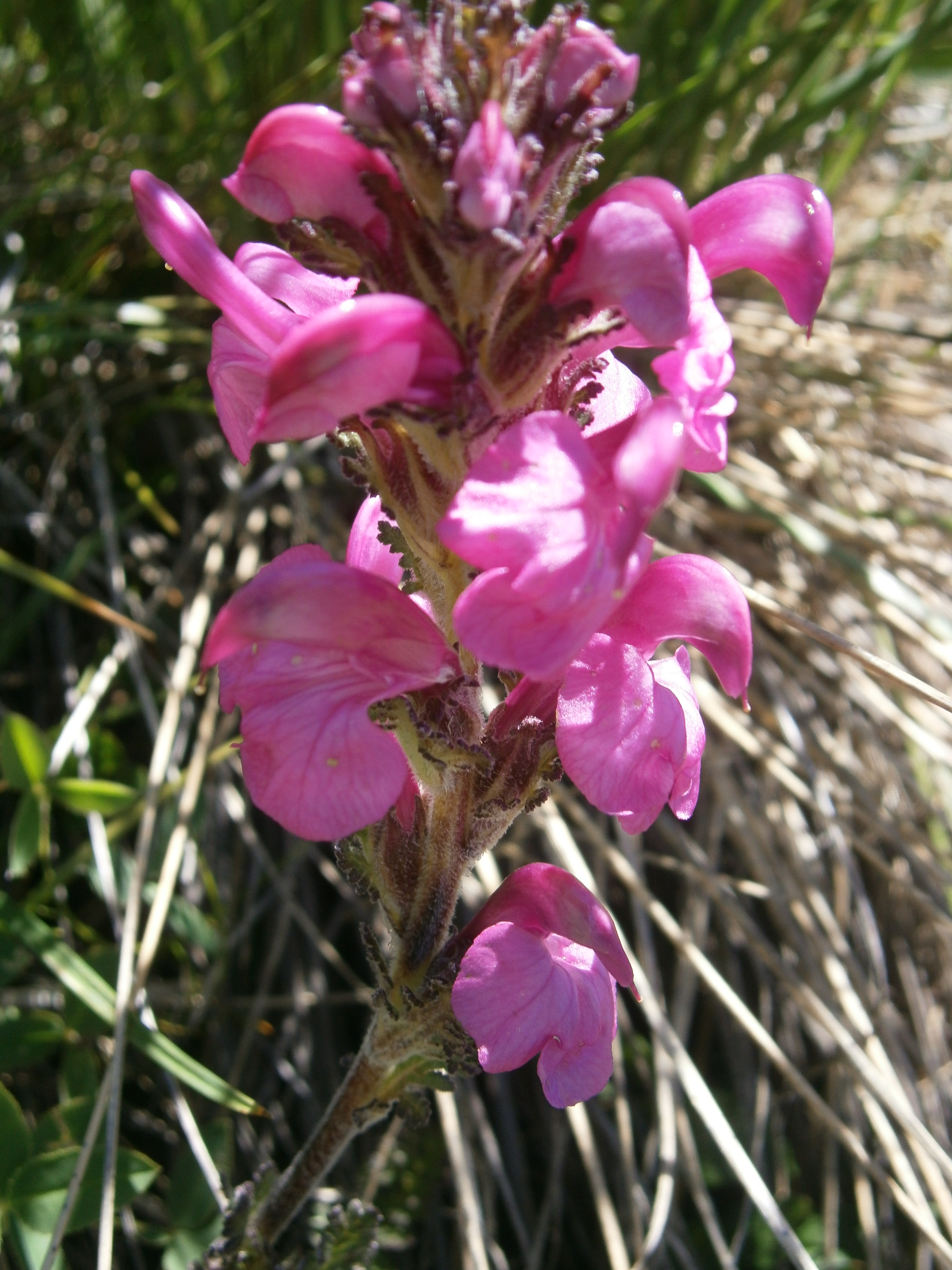